# Lijst van partijleiders van de ARP
De partijleider van de Anti-Revolutionaire Partij (ARP) was van 1879 tot 1977 de voorman van de partij en tijdens de Tweede Kamerverkiezingen de lijsttrekker. Meestal bekleedde de partijleider de functie van fractievoorzitter in de Tweede Kamer maar soms nam de partijleider zitting in een kabinet.
Vier ARP-ers Æneas Mackay (1888–1891), Theo Heemskerk (1908–1913), Pieter Sjoerds Gerbrandy (1940–1945) en Jelle Zijlstra (1966–1967) waren minister-president zonder dat zij zelf ook partijleider waren tijdens hun termijn. De eerste partijleider was oprichter Abraham Kuyper.

## Partijleiders
| Partijleiders                                               | Partijleiders                     | Partijleiders                                        | Termijn                                            | Leeftijd               | Functie(s) als leider / Overige functie(s) | Functie(s) als leider / Overige functie(s) | Lijsttrekker             |
| ----------------------------------------------------------- | --------------------------------- | ---------------------------------------------------- | -------------------------------------------------- | ---------------------- | --- | --- | ------------------------ |
|                                                             | A. (Abraham) Kuyper               | dr. A. (Abraham) Kuyper (1837–1920)                  | 3 april 1879 – 31 maart 1920                       | 41–82                  | Lid Tweede Kamer (1874–1877) (1894–1901) (1908–1912) Partijvoorzitter (1879–1905) (1907–1920) Fractievoorzitter Tweede Kamer (1894) (1896–1901) (1908–1912) Minister van Binnenlandse Zaken (1901–1905) Voorzitter van de Ministerraad (1901–1905) Minister van staat (1908–1920) Lid Eerste Kamer (1913–1920) | |                          |
|                                                             | H. (Hendrik) Colijn               | dr. H. (Hendrik) Colijn (1869–1944)                  | 31 maart 1920 – 18 september 1944 (†)              | 50–75                  | Partijvoorzitter (1920–1933) (1939–1944) Lid Eerste Kamer (1914–1920) (1926–1929) (1939–1944) Lid Tweede Kamer (1922–1923) (1929–1933) (1937) Fractievoorzitter Tweede Kamer (1922–1923) (1929–1933) Minister van Financiën (1923–1926) (1939) Voorzitter van de Ministerraad (1925–1926) (1933–1939) Minister van Koloniën (1925) (1933–1937) Fractievoorzitter Eerste Kamer (1926–1929) (1939–1944) Minister van staat (1929–1944) Minister van Economische Zaken (1934) (1939) Minister van Waterstaat (1935) Minister van Defensie (1935–1937) Minister van Buitenlandse Zaken (1937) Minister van Algemene Zaken (1937–1939) | Lid Tweede Kamer (1909–1911) Minister van Oorlog (1911–1913) Minister van Marine (1912–1913) | 1922 1925 1929 1933 1937 |
| Vacant (18 september 1944 – 5 mei 1945)                     |                                   |                                                      |                                                    |                        | | |                          |
|                                                             | J. (Jan) Schouten                 | dr. J. (Jan) Schouten (1883–1963)                    | 5 mei 1945 – 23 april 1956                         | 61–72                  | Lid Tweede Kamer (1918–1956) Fractievoorzitter Tweede Kamer (1933–1956) Partijvoorzitter (1945–1955) | Partijvoorzitter (1933–1939) Lid Raad van State (1956–1958) | 1946 1948 1952           |
|                                                             | J. (Jelle) Zijlstra               | dr. J. (Jelle) Zijlstra (1918–2001)                  | 23 april 1956 – 3 oktober 1956 (Eerste periode)    | 37–38 (Eerste periode) | Minister van Economische Zaken (1952–1959) Lid Tweede Kamer (1956) Fractievoorzitter Tweede Kamer (1956) (Eerste periode) | Lid Eerste Kamer (1963–1966) Minister van Financiën (1966–1967) Minister van Algemene Zaken (1966–1967) Minister-president (1966–1967) President van De Nederlandsche Bank (1967–1982) Minister van staat (CDA) (1983–2001) | 1956                     |
|                                                             | J.A.H.J.S. (Sieuwert) Bruins Slot | mr.dr. J.A.H.J.S. (Sieuwert) Bruins Slot (1906–1972) | 3 oktober 1956 – 29 december 1958 (Eerste periode) | 50–52 (Eerste periode) | Lid Tweede Kamer (1946–1963) Fractievoorzitter Tweede Kamer (1956–1963) (Eerste periode) | |                          |
|                                                             | J. (Jelle) Zijlstra               | dr. J. (Jelle) Zijlstra (1918–2001)                  | 29 december 1958 – 26 mei 1959 (Tweede periode)    | 40 (Tweede periode)    | Minister van Economische Zaken (1952–1959) Minister van Financiën (1958–1963) Lid Tweede Kamer (1959) (Tweede periode) | Lid Eerste Kamer (1963–1966) Minister van Financiën (1966–1967) Minister van Algemene Zaken (1966–1967) Minister-president (1966–1967) President van De Nederlandsche Bank (1967–1982) Minister van staat (CDA) (1983–2001) | 1959                     |
|                                                             | J.A.H.J.S. (Sieuwert) Bruins Slot | mr.dr. J.A.H.J.S. (Sieuwert) Bruins Slot (1906–1972) | 26 mei 1959 – 1 juli 1963 (Tweede periode)         | 53–57 (Tweede periode) | Lid Tweede Kamer (1946–1963) Fractievoorzitter Tweede Kamer (1956–1963) (Tweede periode) | |                          |
|                                                             | B.W. (Barend) Biesheuvel          | mr. B.W. (Barend) Biesheuvel (1920–2001)             | 1 juli 1963 – 7 maart 1973                         | 43–52                  | Lid Tweede Kamer (1956–1963) (1967–1971) (1972–1973) Lid Europees Parlement (1961–1963) Minister van Landbouw en Visserij (1963–1967) Minister voor Surinaamse en Nederlands-Antilliaanse Zaken (1963–1967) Vicepremier (1963–1967) Fractievoorzitter Tweede Kamer (1967–1971) (1972–1973) Minister van Algemene Zaken (1971–1973) Minister-president (1971–1973) | | 1963 1967 1971 1972      |
|                                                             | W. (Willem) Aantjes               | mr. W. (Willem) Aantjes (1923–2015)                  | 7 maart 1973 – 25 mei 1977                         | 50–54                  | Lid Tweede Kamer (1959–1978) Fractievoorzitter Tweede Kamer (1973–1977) | Fractievoorzitter Tweede Kamer (1971–1972) Fractievoorzitter Tweede Kamer (CDA) (1977–1978) |                          |
| Vacant (25 mei 1977 – 27 september 1980)                    |                                   |                                                      |                                                    |                        | | |                          |
| Bron: Anti-Revolutionaire Partij (ARP) Parlement & Politiek |                                   |                                                      |                                                    |                        | | |                          |